# 莫雷尔迈松
莫雷尔迈松（法語：Morelmaison，法語發音：[mɔʁɛlmɛzɔ̃] ⓘ）是法国大東部大區孚日省的一个市镇，属于讷沙托区。

## 地理
莫雷尔迈松（48°19'14"N, 5°54'55"E）面积5.48 平方千米，位于法国大東部大區孚日省，该省份为法国东北部内陆省份，北起默兹省和默尔特-摩泽尔省，西接上马恩省，南至上索恩省和贝尔福地区省，东临上莱茵省和下莱茵省。
与莫雷尔迈松接壤的市镇（或旧市镇、城区）包括：比耶库尔、弗赖讷河畔多马坦、弗赖讷河畔日龙库尔、韦库尔、圣保罗、维奥库尔。

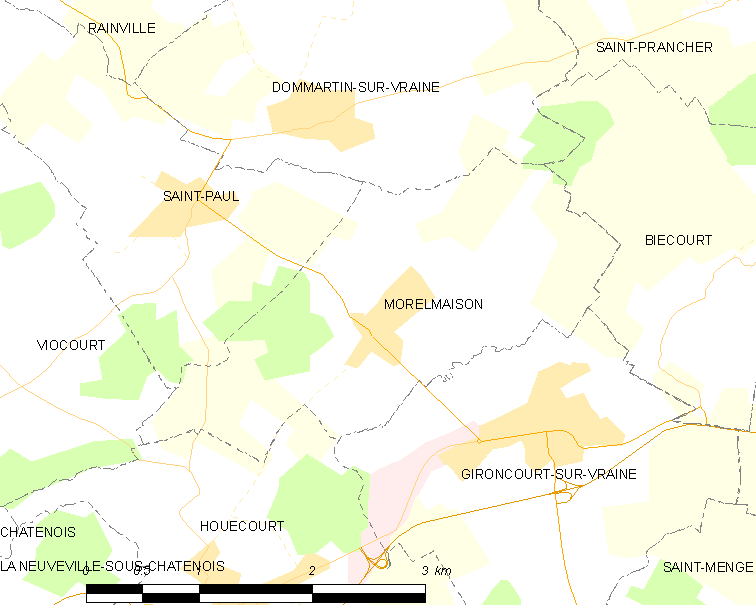
莫雷尔迈松的OSM定位图

莫雷尔迈松的时区为UTC+01:00、UTC+02:00（夏令时）。

## 行政
莫雷尔迈松的邮政编码为88170，INSEE市镇编码为88312。

## 政治
莫雷尔迈松所属的省级选区为米尔库尔县。

## 人口

1962-2008年间莫雷尔迈松人口变化图示

莫雷尔迈松于2022年1月1日时的人口数量为192人。